# Dušan Đurišič
Tone Đurišič, slovenski smučarski tekač, * 13. marec 1961, Jesenice.
Đurišič je za Jugoslavijo nastopil na Zimskih olimpijskih igrah 1984 v Sarajevu, kjer je osvojil 12. mesto v štafeti 4 X 10 km, 32. mesto na 30 km, 40. mesto na 15 km in 44. mesto na 30 km.